# Tarvastu
Tarvastu (em estoniano:  Tarvastu vald) é uma cidade estoniana localizada na região de Viljandimaa.